# Khunti (Distrikt)
Khunti ist ein Distrikt im indischen Bundesstaat Jharkhand.
Die Fläche beträgt 2535 km². Verwaltungssitz ist die gleichnamige Stadt Khunti.

## Geschichte
1875 wurde Birsa Munda, einem Freiheitskämpfer gegen die britischen Kolonialherren, in dem Distrikt geboren. Er gehörte dem indigenen Volk der Munda an.
Der Distrikt gehört heute zum naxalitisch-kommunistisch beeinflussten „Roten Korridor“.

## Bevölkerung

### Übersicht
Die Einwohnerzahl lag bei 531.885 (2011). Die Bevölkerungswachstumsrate im Zeitraum von 2001 bis 2011 betrug 31,77 % und lag damit sehr hoch. Khunti hat ein Geschlechterverhältnis von 953 Frauen pro 1000 Männer und damit einen für Indien häufigen Männerüberschuss. Der Distrikt hatte 2011 eine Alphabetisierungsrate von 60,18 %, eine Steigerung um knapp 17 Prozentpunkte gegenüber dem Jahr 2001. Die Alphabetisierung lag damit allerdings immer noch weit unter dem nationalen Durchschnitt. Knapp 26,1 % der Bevölkerung sind Hindus, ca. 25,7 % sind Christen, ca. 2,5 % sind Muslime, ca. 0,1 % sind Buddhisten, und ca. 45,7 % gaben keine Religionszugehörigkeit an oder praktizierten andere Religionen. 16,2 % der Bevölkerung waren Kinder unter 6 Jahre.

### Bevölkerungsentwicklung
In den ersten Jahrzehnten des 20. Jahrhunderts wuchs die Bevölkerung im Gegensatz zu anderen Gebieten bereits stark an. Trotz Seuchen, Krankheiten und Hungersnöten. Aber erst seit 1991 hat sich die Bevölkerungszunahme beschleunigt. Während die Bevölkerung in der ersten Hälfte des 20. Jahrhunderts um rund 57 % zunahm, betrug das Wachstum zwischen 1961 und 2011 97 %. Die Bevölkerungszunahme zwischen 2001 und 2011 lag bei 23,16 % oder rund 193.000 Menschen. Die Entwicklung verdeutlichen folgende Tabellen:
| Jahr      | 1901    | 1911    | 1921    | 1931    | 1941    | 1951    | 1961    | 1971    | 1981    | 1991    |
| Einwohner | 155.506 | 181.651 | 174.763 | 205.234 | 219.412 | 243.744 | 270.551 | 309.590 | 334.112 | 386.330 |

### Bedeutende Orte
Im Distrikt gibt es mit dem Hauptort Khunti und Torpa laut der Volkszählung 2011 nur zwei Orte, die als Städte (towns und census towns) gelten. Dies widerspiegelt den geringen Anteil an städtischer Bevölkerung im Distrikt. Denn nur 44.982 der 531.885 Einwohner oder 8,46 % leben in städtischen Gebieten.

### Volksgruppen
In Indien teilt man die Bevölkerung in die drei Kategorien general population, scheduled castes und scheduled tribes ein. Die scheduled castes (anerkannte Kasten) mit (2011) 24.037 Menschen (4,52 Prozent der Distriktsbevölkerung) werden heutzutage Dalit genannt (früher auch abschätzig Unberührbare genannt). Die scheduled tribes sind die anerkannten Stammesgemeinschaften mit (2011) 389.626 Menschen (73,25 Prozent der Distriktsbevölkerung), die sich selber als Adivasi bezeichnen. Zu ihnen gehören in Jharkhand 32 Volksgruppen. Khunti gehört zu denjenigen Bezirken, in denen die scheduled tribes die Mehrheit der Einwohnerschaft bilden. Mehr als 5000 Angehörige zählen die
Munda (325.958 Menschen oder 61,28 % der Bevölkerung), Oraon (33.202 Menschen oder 8,52 % der Bevölkerung) und Lohra (15.000 Menschen oder 2,82 % der Bevölkerung).

### Bevölkerung des Distrikts nach Bekenntnissen
Der Distrikt Khunti ist religiös stark gemischt. Die größte Glaubensgemeinschaft sind die Anhänger der traditionellen Religionen (Sarnaismus). Zwei große Minderheitsgruppen sind die Hindus und Christen. Die dem Islam zugehörigen Menschen sind eine weitere religiöse Minderheit.
In allen sechs Blocks des Distrikts sind die Anhänger traditioneller Religionen mit Anteilen zwischen 23,37 % im Block Rania und 55,89 % im Block Erki stark vertreten. Im Block Erki sind sie in der Mehrheit. In drei weiteren Blocks (Karra, Khunti und Murhu) sind sie die relative Mehrheit mit einem Anteil von über 49 %.
Die Hindus haben in den Blocks zwischen 17,43 % (Murhu) und 31,78 % (Rania) Bevölkerungsanteil. In allen sechs Blocks stark vertreten sind die Christen mit Anteilen zwischen 11,46 % im Block Erki und 42,82 % im Block Rania. In den Blocks Rania und Torpa sind die Christen die stärkste Glaubensgemeinschaft.
Die Mehrheit der Muslime lebt in den Blocks Karra, Khunti und Torpa. In keinem der sechs Blocks erreicht der Anteil der Muslime die Marke von 5 % der jeweiligen Bevölkerung. Die genaue religiöse Zusammensetzung der Bevölkerung zeigt folgende Tabelle:
| Jahr                                   | Buddhisten | Buddhisten | Christen | Christen | Hindus  | Hindus | Jainas | Jainas | Muslime | Muslime | Sikhs | Sikhs | Andere Religionen | Andere Religionen | keine Angaben | keine Angaben | Total   | Total    |
| Jahr                                   | Zahl       | %          | Zahl     | %        | Zahl    | %      | Zahl   | %      | Zahl    | %       | Zahl  | %     | Zahl              | %                 | Zahl          | %             | Zahl    | %        |
| -------------------------------------- | ---------- | ---------- | -------- | -------- | ------- | ------ | ------ | ------ | ------- | ------- | ----- | ----- | ----------------- | ----------------- | ------------- | ------------- | ------- | -------- |
| 2011                                   | 245        | 0,05       | 136.438  | 25,65    | 138.863 | 26,11  | 148    | 0,06   | 13.122  | 2,47    | 69    | 0,01  | 241.292           | 45,37             | 1708          | 0,32          | 531.885 | 100,00 % |
| Quelle: Ergebnis der Volkszählung 2011 |            |            |          |          |         |        |        |        |         |         |       |       |                   |                   |               |               |         |          |

## Bildung
Dank bedeutender Anstrengungen steigt die Alphabetisierung. Sie ist dennoch noch weit weg vom Ziel der kompletten Alphabetisierung. Typisch für indische Verhältnisse sind die starken Unterschiede zwischen Stadt und Land sowie den Geschlechtern. Fast neun von zehn Männern in den Städten können lesen und schreiben – aber nur knapp mehr als die Hälfte der Frauen auf dem Land. Seit der Gründung des Bundesstaats Jharkhand hat sich die Einschulungsrate deutlich erhöht. Mittlerweile gehen laut Angaben des Bundesstaats Jharkhand rund 95 % der Kinder im entsprechenden Alter in die Grundschule. Dies hat zu einem deutlichen Anstieg der Alphabetisierung zwischen 2001 und 2011 geführt.
| Alphabetisierung im Distrikt Khunti                 |                   |                   |                   |                   |
| Einheit                                             | Volkszählung 2001 | Volkszählung 2001 | Volkszählung 2011 | Volkszählung 2011 |
| Einheit                                             | Anzahl            | Anteil            | Anzahl            | Anteil            |
| GESAMT                                              | 182.559           | 51,39 %           | 284.575           | 63,86 %           |
| Männer                                              | 114.298           | 64,29 %           | 164.741           | 74,08 %           |
| Frauen                                              | 68.261            | 38,47 %           | 119.834           | 53,69 %           |
| STADT GESAMT                                        | 19.447            | 78,51 %           | 32.842            | 83,71 %           |
| Stadt-Männer                                        | 11.167            | 85,56 %           | 17.741            | 89,29 %           |
| Stadt-Frauen                                        | 8280              | 70,66 %           | 15.101            | 77,98 %           |
| LAND GESAMT                                         | 163.112           | 49,36 %           | 251.733           | 61,95 %           |
| Land-Männer                                         | 103.131           | 62,60 %           | 147.000           | 72,59 %           |
| Land-Frauen                                         | 59.981            | 36,20 %           | 104.733           | 51,38 %           |
| Quelle: Ergebnisse der Volkszählungen 2001 und 2011 |                   |                   |                   |                   |